# Rhynchodontodes antiqualis
Rhynchodontodes antiqualis is een vlinder uit de familie spinneruilen (Erebidae). De wetenschappelijke naam is voor het eerst geldig gepubliceerd in 1826 door Hübner.
De soort komt voor in tropisch Afrika.